# Antiochrus brunneus
Antiochrus brunneus is een keversoort uit de familie Hybosoridae. De wetenschappelijke naam van de soort is voor het eerst geldig gepubliceerd in 1873 door Sharp.